# Prajñā
Das Sanskritwort Prajñā (प्रज्ञा, Pali: paññā, tibetisch shes rab, chinesisch 般若, Pinyin bōrě) beschreibt die große umfassende Weisheit, die alle Dinge und Phänomene im ganzen Universum durchdringt. Prajñā existiert demnach schon, bevor das menschliche Bewusstsein alle Daseinsformen wahrnimmt und versucht, sie in Begriffe zu fassen. Prajñā wird nach buddhistischer Lehre intuitiv und unmittelbar erfahren, wenn Körper und Geist im Zustand des Gleichgewichts sind und die Vorstellung der Trennung von Subjekt und Objekt im Samadhi überwunden wird. Um in diesen Zustand zu gelangen, wird im Zen-Buddhismus die Übungspraxis der Sitzmeditation (Zazen) angewandt.
Dem Weisheitsaspekt zugeordnet werden der erste und der zweite Pfad des heiligen Achtfachen Pfades im Buddhismus:
- Rechte Anschauung, Erkenntnis,
- Rechte Gesinnung, Absicht.

Das rechte Erkennen  führt den Übenden zur klaren Anschauung, dass sowohl Materie als auch Geist einem ständigen Wandel unterworfen sind (anicca). Diese Erkenntnis wiederum führt ihn zur ersten der Vier Edlen Wahrheiten: „Alles Leben ist leidvoll“.
Die Weisheit der rechten Gesinnung lässt die Absicht reifen, die Ursachen des Leidens zu erkennen und zu überwinden und auch die weiteren Schritte auf dem Achtfachen Pfad bis zu seiner Vollendung zu machen.
Der Vedanta  unterscheidet vier Bewusstseinszustände: Vaishvanara, den Wachzustand, den  Taijasa, den Traumzustand, Prajñā und Turiya, „das Vierte“. Die Mandukya-Upanishad  befasst sich ausführlich mit ihnen. Die vier Bewusstseinszustände Avastha werden auch Jagrat, Svapna, Sushupti und Turiya  genannt.